# Wir haben es satt!

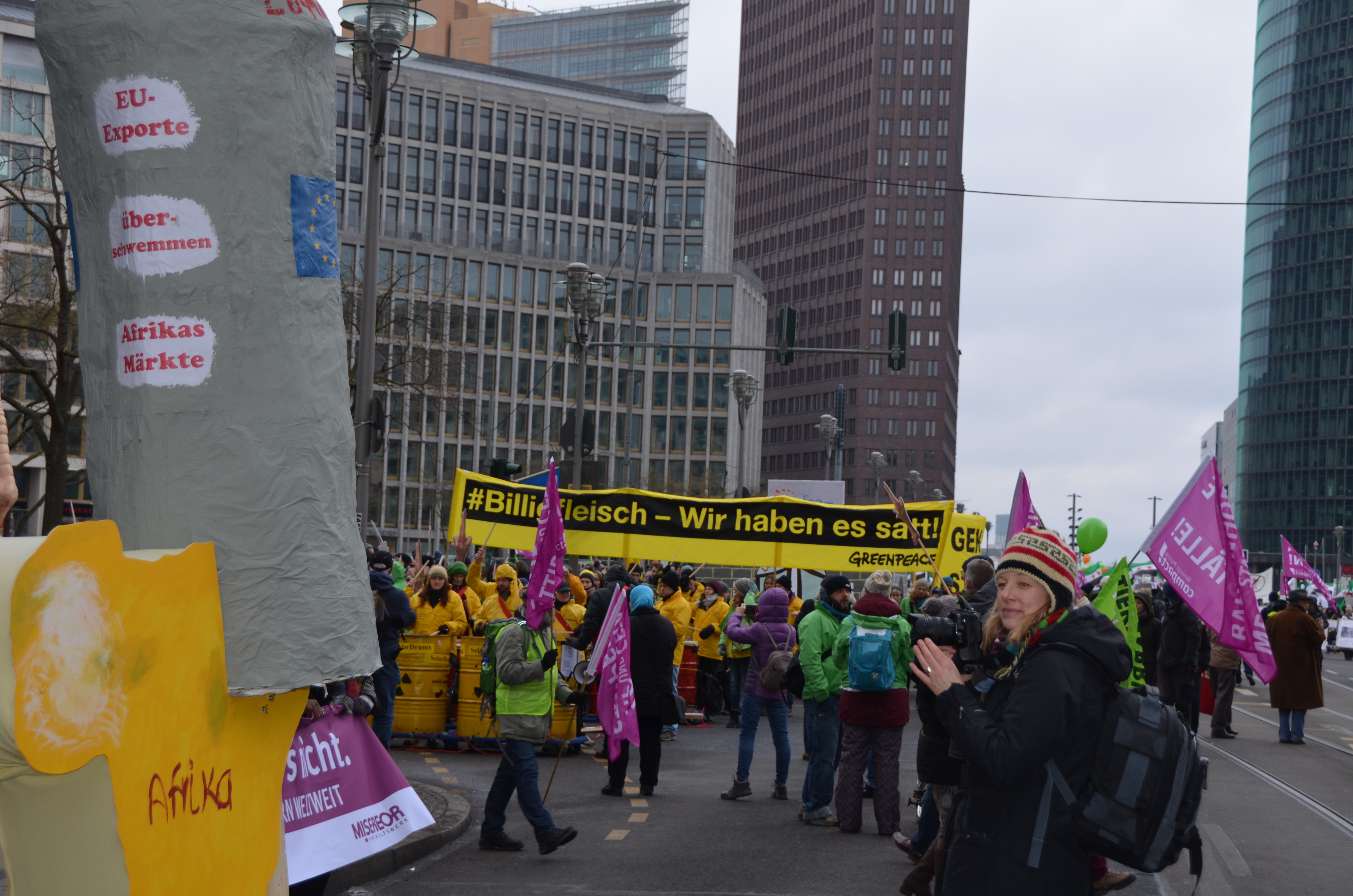
Demonstration 2016

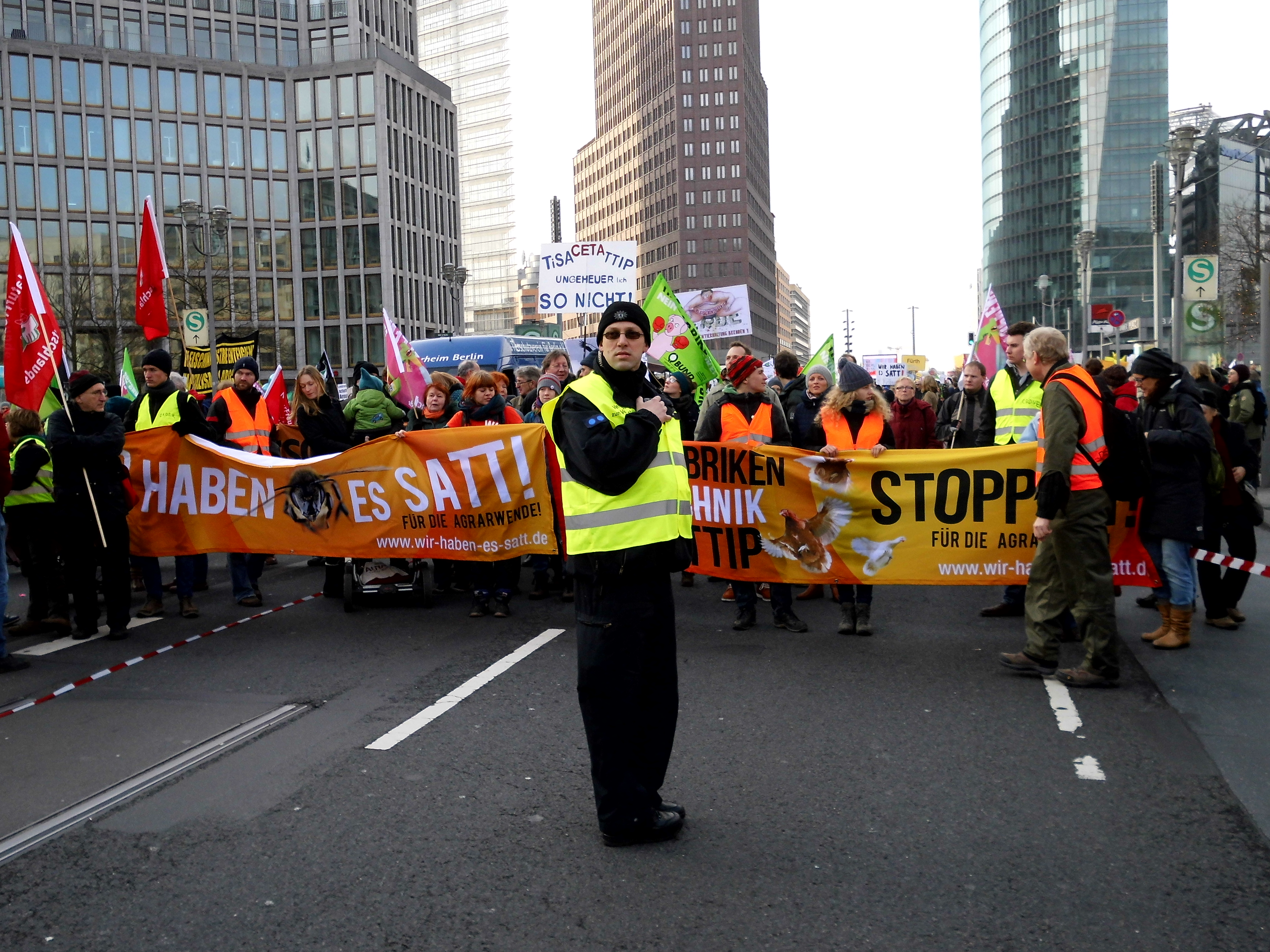
2015 am Potsdamer Platz

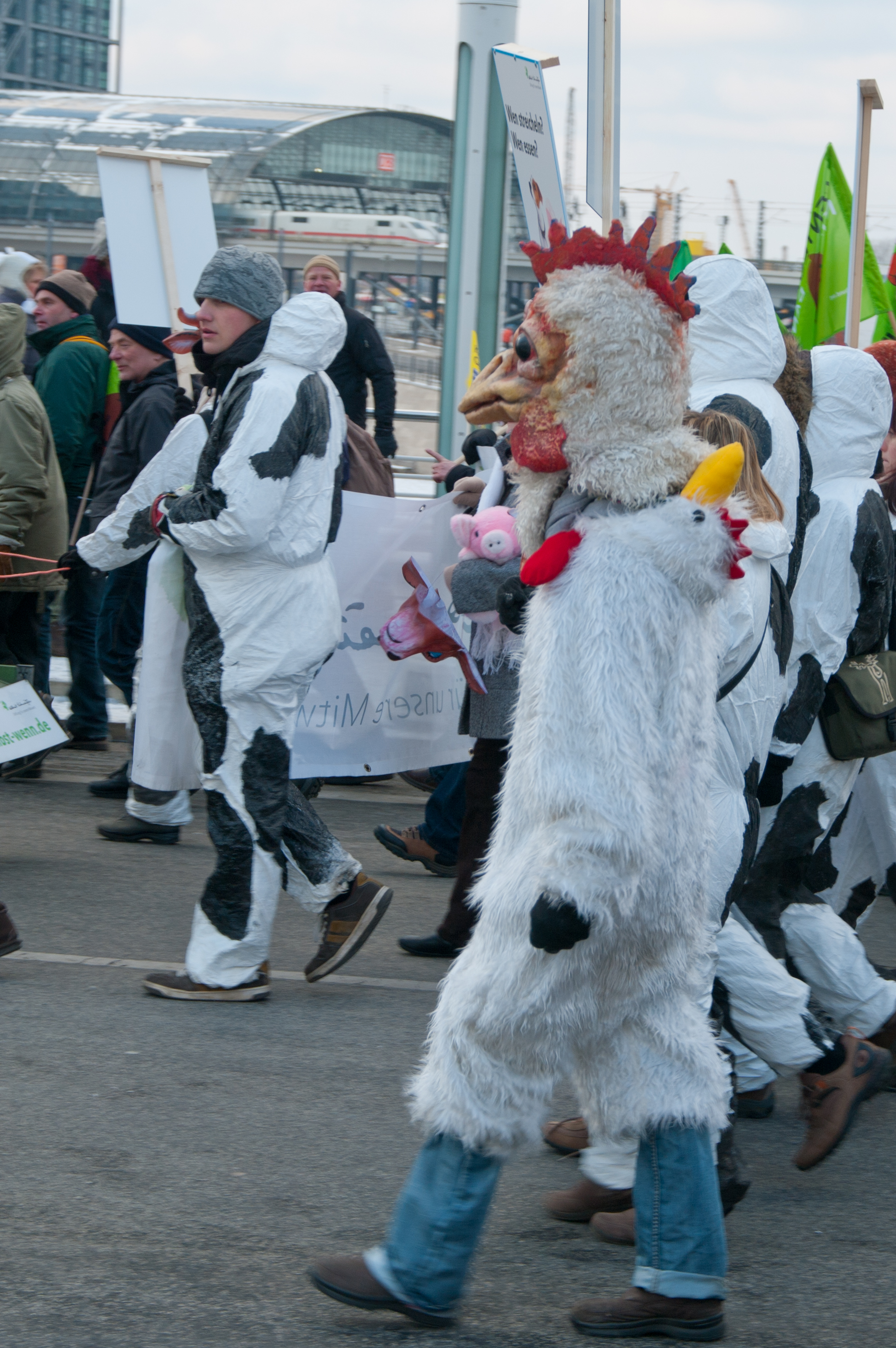
Demonstration 2013

Wir haben es satt! ist eine Bewegung von Landwirten, Umwelt-, Natur- und Tierschutzverbänden gegen die Agrarindustrie, gegen Massentierhaltung und für eine Agrarwende. Die größte Demonstration findet seit 2011 jährlich im Januar anlässlich der Grünen Woche in Berlin statt.
Die Protestveranstaltungen werden von 46 Organisationen gemeinsam getragen. Darunter befinden sich unter anderem: Bund für Umwelt und Naturschutz Deutschland, Arbeitsgemeinschaft bäuerliche Landwirtschaft, Naturschutzbund Deutschland, Brot für die Welt, Demeter, INKOTA-netzwerk, Misereor, Oxfam, Slow Food Deutschland. 67 weitere Organisationen werden als Unterstützer genannt. Der gemeinsame Internetauftritt der Veranstalter wird von der Kampagne Meine Landwirtschaft verantwortet, die ein Projekt des Forum Umwelt und Entwicklung unter der Rechtsträgerschaft des Deutschen Naturschutzrings ist.

## Protest und Forderungen
Die Forderungen der Demonstranten richten sich gegen die negativen Folgen der agrarindustriellen Massenproduktion für Bauern, Verbraucher, Tiere und Umwelt.
Die Veranstalter fordern:
- Recht auf Nahrung weltweit
- Gesundes und bezahlbares Essen für alle
- Faire Preise und Marktregeln für die Bauern
- Artgerechte Tierhaltung ohne Antibiotika-Missbrauch
- Freiheit für die Saatgutvielfalt[6]
- Bienen- und umweltfreundliche Landwirtschaft
- Förderung regionaler Futtermittelerzeugung
- Zugang zu Land weltweit für alle

Schnittmengen der Forderungen zwischen Whes und Land schafft Verbindung gibt es in den Bereichen internationaler Handelsabkommen wie CETA und Mercosur.
Die Demonstration im Januar ist stets eingebettet in ein Protestwochenende. Am Vorabend der Grünen Woche findet seit 2012 eine Aktion statt, bei der Ausschussware (so bezeichnetes Knubbelgemüse) im Rahmen eines Hybriden Events in eine „Protestsuppe“ verwandelt wird. Vor der Auftaktkundgebung fanden in manchen Jahren ein „Bauernfrühstück“ und ein Traktorenkorso zum Ort der Auftaktkundgebung statt. Nach der Kundgebung wurde in manchen Jahren zu einem „Politischen Suppentopf“ in die Räume der Heinrich-Böll-Stiftung geladen. Dort wurden Vorträge und Diskussionen zu ernährungspolitischen Themen gehalten; das bei der „Schnippeldisko“ zubereitete Essen wurde gegen Spende serviert.

## Bisherige Demonstrationen

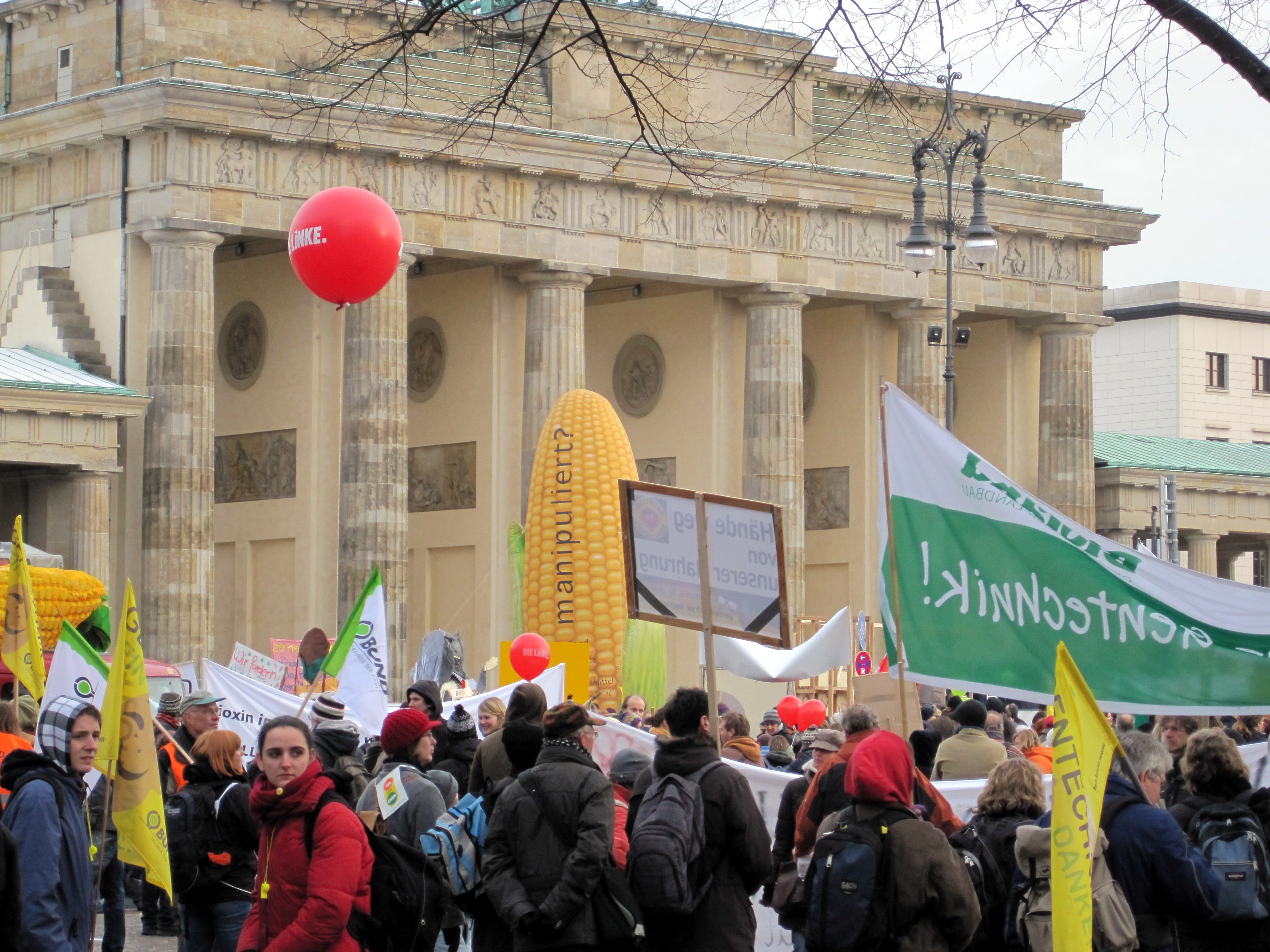
2011 vor dem Brandenburger Tor

### 2011
Berlin: Am 22. Januar 2011 demonstrierten mehrere Tausend Menschen (15.000 Teilnehmer nach Polizeiangaben, 20.000 nach Angaben der Veranstalter) für eine Reform der Agrarpolitik, eine Abkehr von der industrialisierten Landwirtschaft und einen besseren Verbraucherschutz. Die Demonstration stand unter dem Motto Wir haben es satt – Nein zu Gentechnik, Tierfabriken und Dumpingexporten.

### 2012
Berlin: Am 21. Januar 2012 demonstrierten in Berlin mehrere Tausend Menschen (23.000 nach Angaben der Veranstalter). Die Demonstration fand zeitgleich mit einem Gipfeltreffen der Agrarminister aus 70 Ländern statt.
Hannover: Im November demonstrierten 2000 Menschen unter dem Motto „Wir haben es satt! Bürger und Bauern für eine neue, faire Agrarpolitik in Niedersachsen“.

### 2013
Berlin: Am 19. Januar 2013 forderten Tausende Menschen (25.000 Teilnehmer nach Angaben der Veranstalter, die Polizei machte keine Angaben) unter dem Motto Wir haben es satt! Gutes Essen. Gute Landwirtschaft. Jetzt! grundsätzliche Reformen in der Agrarpolitik. Die Demonstration fand parallel zu einem Treffen von 80 Agrarministern statt. Nach Angaben von BUND und NABU wurde der Protest von 70 Traktoren begleitet.
München: 8000 Menschen demonstrierten nach Angaben des Veranstalters und der Polizei am 13. Juli 2013 in München unter dem Motto „Mir hams satt“.
Wietze: Am 31. August 2013 demonstrierten nach Angaben des Veranstalters 7000 Menschen und nach Angaben der Polizei rund 6.500 Menschen gegen den größten Geflügelschlachthof in Europa im niedersächsischen Wietze. Der Schlachthof wurde dabei mit einer Menschenkette umschlossen. Die Demonstranten forderten eine grundlegende Agrarwende. Die Veranstaltung fand unter dem Motto Wir haben Agrarindustrie satt! statt. Der niedersächsische Agrarminister Christian Meyer besuchte die Veranstaltung.

### 2014

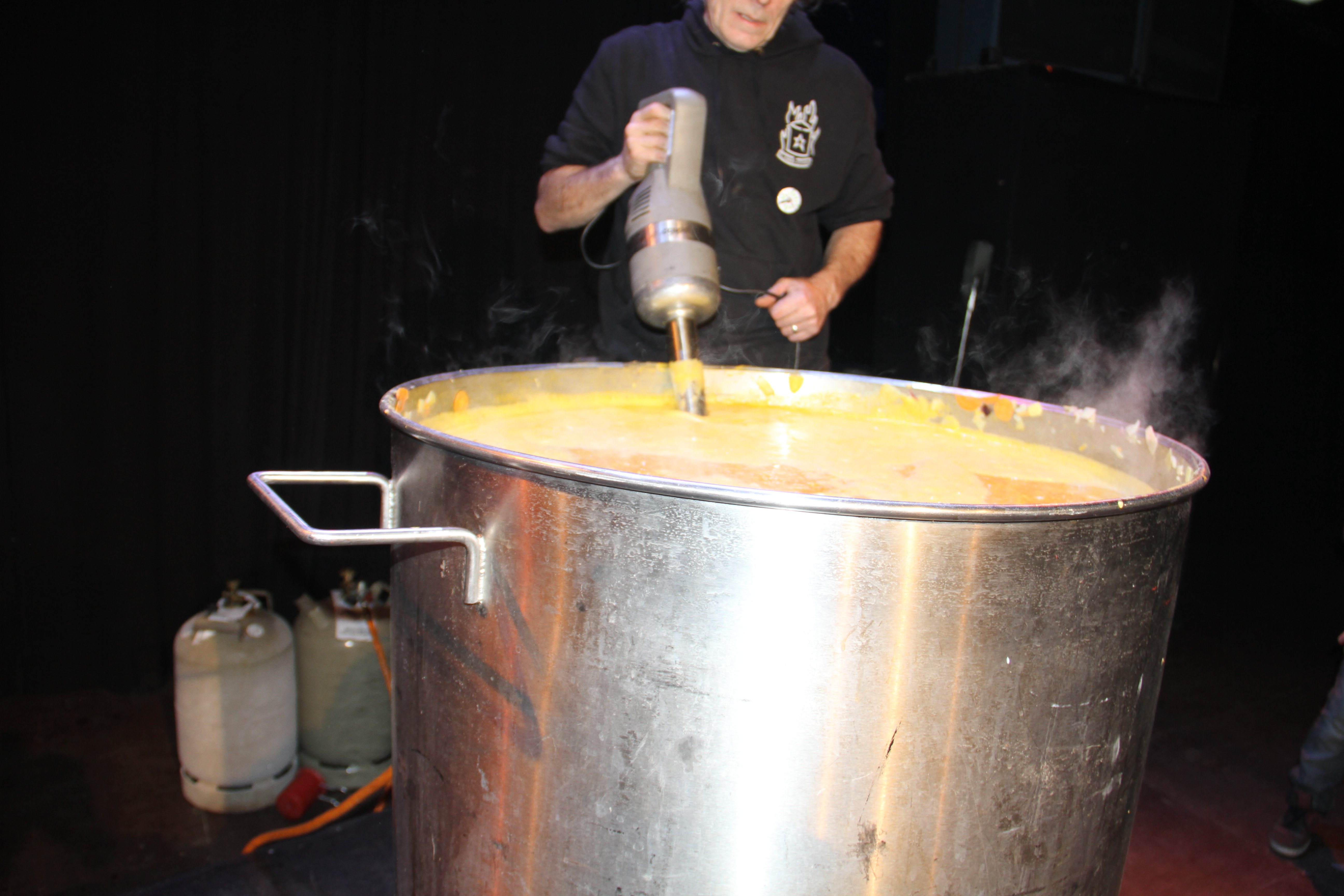
Die Demosuppe 2014 in Vorbereitung

Berlin: Die Kampagne für die Demonstration begann bereits am 15. Januar mit der Aktion „Wir lassen die Sau raus...vor dem Kanzleramt in Berlin!“, bei der eine Herde protesterfahrener Schwäbisch-Hällischer Landschweine vor das Kanzleramt in Berlin getrieben wurde.
Am 18. Januar 2014 fand die vierte Wir haben es satt!-Demonstration unter dem Motto Wir haben Agrarindustrie satt! Gutes Essen. Gute Landwirtschaft. Für Alle! statt, zu der ein breites Spektrum von Organisationen, Vereinen, Parteien, Produzenten und Firmen als Träger aufgerufen hatte. Nach Angaben des Veranstalters folgten 30.000 Menschen dem Aufruf.
Haßleben: Mehr als Tausend Menschen demonstrierten am 29. Juni 2014 gegen den geplanten Bau eines Megastalls für 36.000 Schweine.
Berlin: Der erste Wir haben es satt-Kongress fand vom 2. bis 5. Oktober 2014 statt.

### 2015

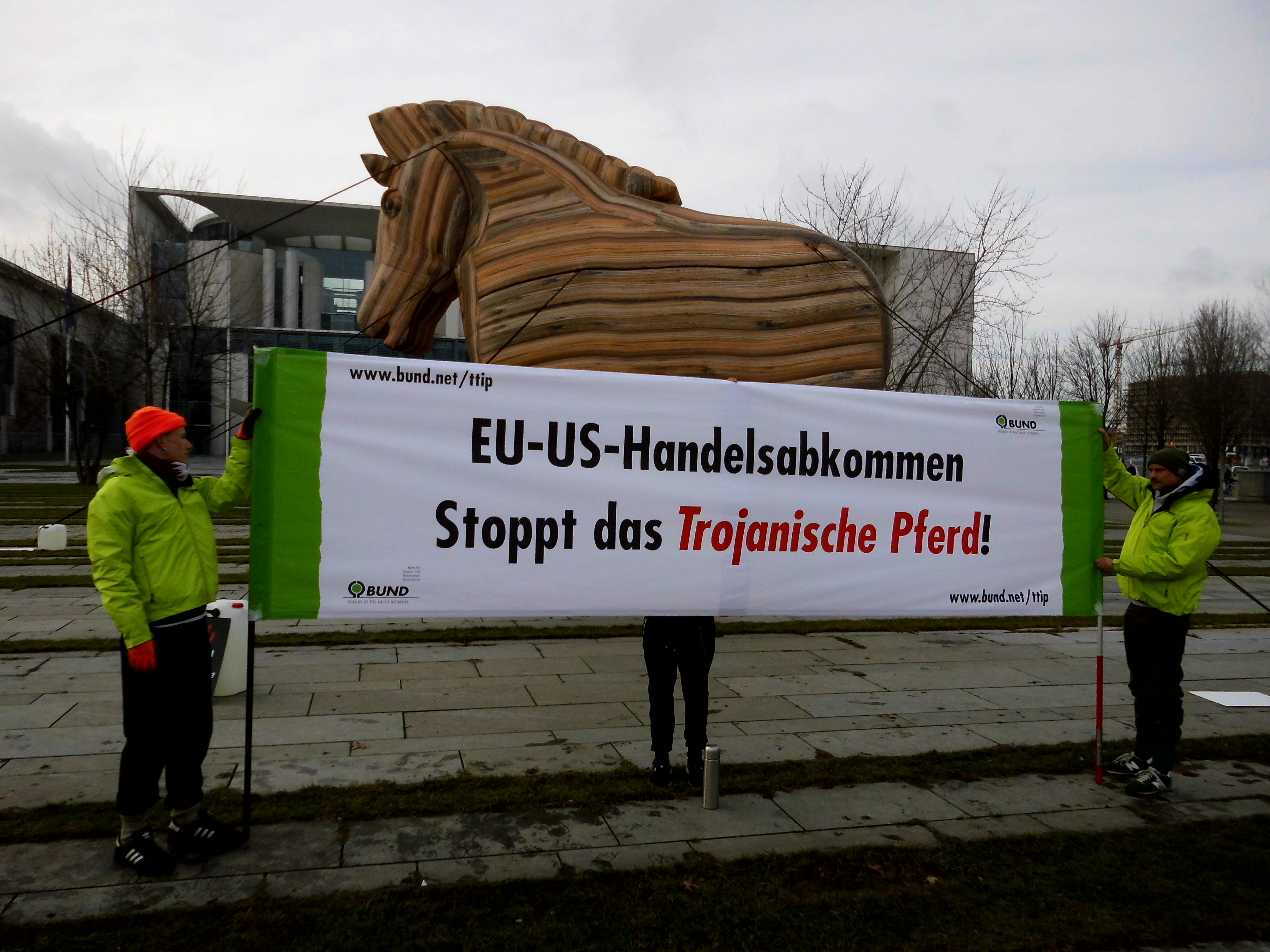

Berlin: Am 17. Januar 2015 forderten zehntausende Menschen (50.000 Teilnehmer nach Angaben der Veranstalter, 20.000 Teilnehmer bzw. 25.000 Teilnehmer nach Angaben der Polizei) unter dem Motto „Stoppt Tierfabriken, Gentechnik und TTIP. Für die Agrarwende!“ grundsätzliche Reformen in der Agrarpolitik. Die Demonstration fand parallel zum Global Forum for Food and Agriculture (GFFA) und der 8. Berliner Agrarministergipfel statt.

### 2016

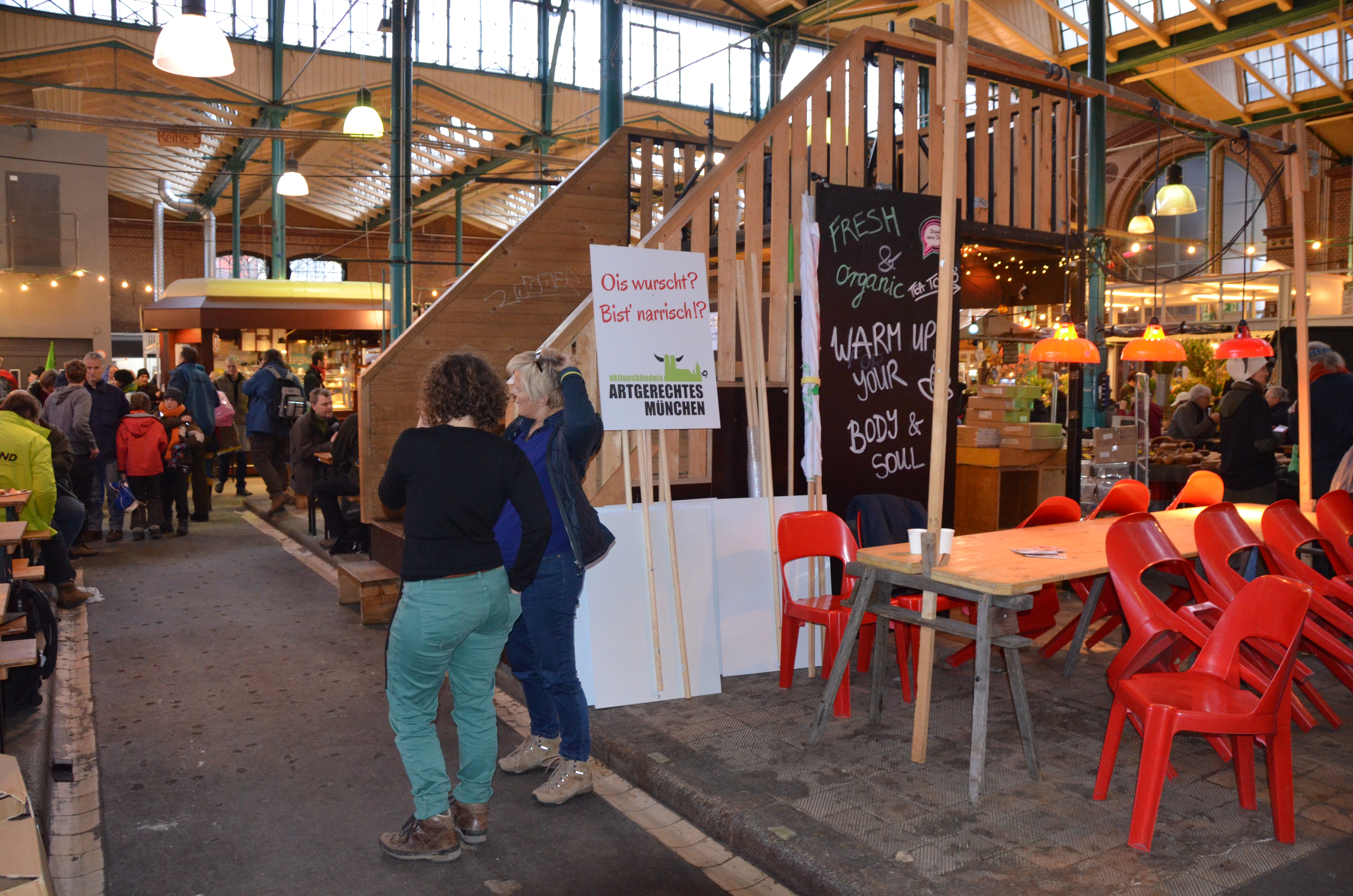
Bauernfrühstück in der Markthalle IX vor der Demo 2016

Berlin: Am 16. Januar 2016 forderten tausende Menschen (23.000 Teilnehmer und 130 Traktoren nach Angaben der Veranstalter, 13.500 Teilnehmer nach Angaben der Polizei) unter dem Motto Wir haben Agrarindustrie satt! Keine Zukunft ohne Bäuerinnen und Bauern grundsätzliche Reformen in der Agrarpolitik. Die Demonstration zog vom Potsdamer Platz vorbei an Bundesrat, Bundesministerium für Ernährung und Landwirtschaft und Bundestag zum Bundeskanzleramt. Parallel fand das Global Forum for Food and Agriculture (GFFA) im Auswärtigen Amt statt.

### 2017
Berlin: Mehr als 10.000 Menschen demonstrierten am 21. Januar 2017 für eine Neuausrichtung der Landwirtschaft und gegen die Agrarindustrie. Die Veranstalter zählten rund 18.000 Teilnehmer, die mit einem Konvoi von 130 Traktoren an der Spitze vom Potsdamer Platz zum Brandenburger Tor zogen.

### 2018
Berlin: Am 20. Januar 2018 forderten mehrere zehntausend Menschen, dabei auch zahlreiche Landwirte aus ganz Deutschland (33.000 Teilnehmer und 160 Bauern mit ihren Traktoren nach Angaben der Veranstalter, mehrere zehntausend Teilnehmer nach Angaben der Polizei) unter dem Motto „Der Agrarindustrie die Stirn bieten!“ grundsätzliche Reformen in der Agrarpolitik. Insbesondere forderte das Demonstrationsbündnis von der nächsten Bundesregierung „eine Abkehr von der aggressiven Exportausrichtung der Agrarpolitik, die Bauernhöfe weltweit in den Ruin treibt.“ Die Demonstration zog vom Hauptbahnhof über Alt-Moabit zum Bundesministerium für Wirtschaft und Energie, in dem die nichtöffentliche 10. Berliner Agrarministerkonferenz im Rahmen des Global Forum for Food and Agriculture (GFFA) stattfand. Es wurde eine Protestnote an die 70 versammelten Minister aus aller Welt übergeben. Die Demonstration zog weiter durch das Regierungsviertel bis zur Straße des 17. Juni mit dem Ziel Brandenburger Tor, wo die Abschlusskundgebung stattfand.

### 2019

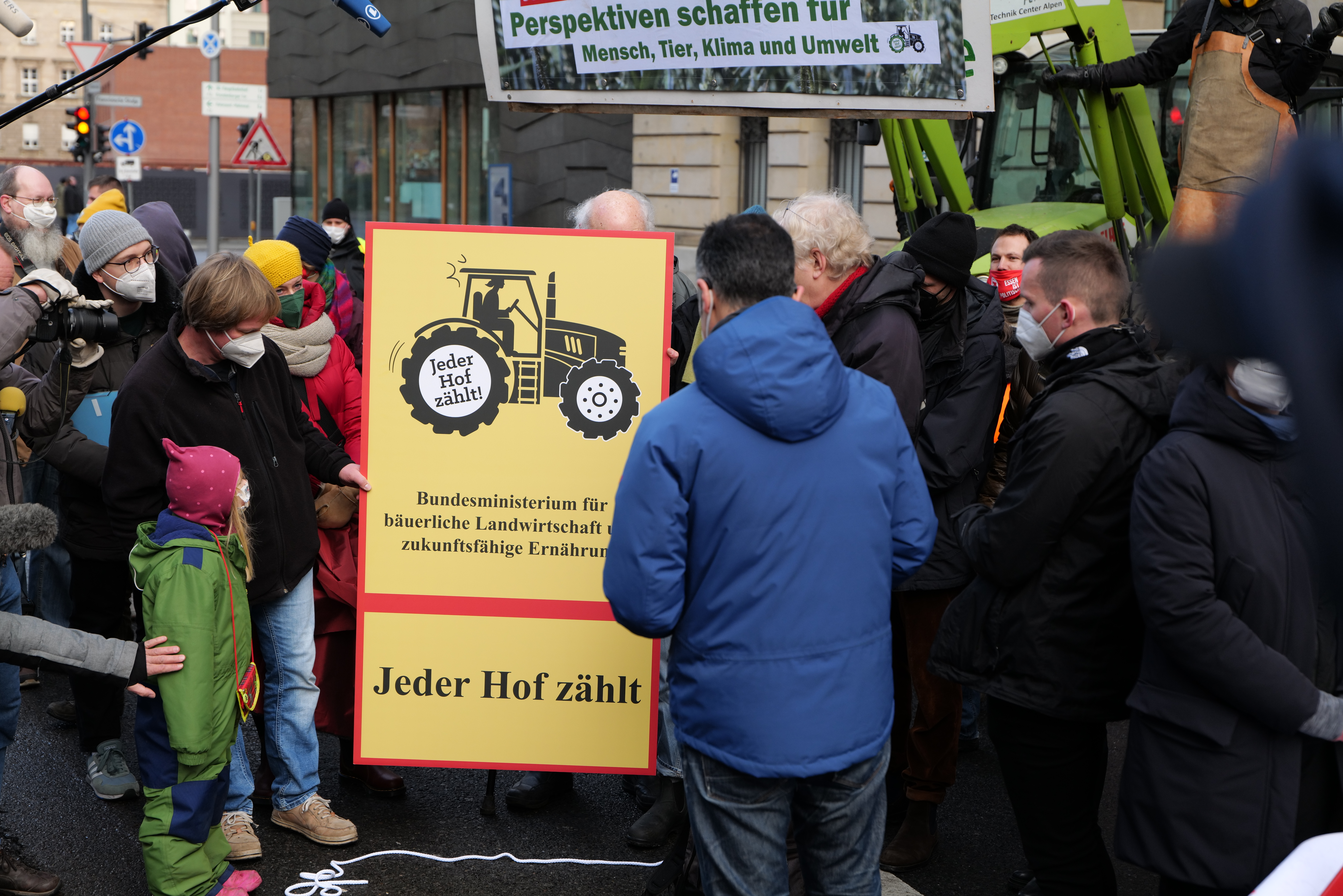
Bei der Aktion am 22. Januar 2022 wird dem Minister Cem Özdemir ein neues Schild für das Ministerium übergeben.

Berlin: Am 19. Januar 2019 demonstrierten Tausende bei der neunten bundesweiten Demonstration des Aktionsbündnisses Wir haben es satt! für eine klimafreundliche Landwirtschaft, für eine Wende in der Agrarpolitik und gegen die industrielle Produktion von Lebensmitteln. Die Veranstalter sprachen von 35.000, die Polizei von mehreren zehntausend Teilnehmern. Vertreten waren diesmal viele Bauern, u. a. von der Arbeitsgemeinschaft bäuerliche Landwirtschaft und mehreren Ökobauernverbänden. Angeführt wurde der Demonstrationszug von rund 170 Landwirten in Traktoren.

### 2020
Berlin: Am 18. Januar 2020 demonstrierten nach Veranstalterangaben 27.000 Menschen unter dem Motto „Agrarwende anpacken, Klima schützen!“ für mehr Naturschutz und gegen Massentierhaltung. Auch rund 170 Bauern machten sich mit ihren Treckern auf den Weg, um sich dem Protest anzuschließen und den Protestzug anzuführen.

### 2022
Berlin: Am 22. Januar 2022 protestierte das Bündnis mit 30 Traktoren und 50 Teilnehmern vor dem BMEL und übergab dort Forderungen an dem zu diesem Zeitpunkt neuen Minister Cem Özdemir.

### 2023
Rund 7000 Menschen mit 60 Traktoren demonstrierten in Berlin. 100 Demonstranten mit 55 Traktoren übergaben vor dem Auswärtigen Amt eine Protestnote. Bundeslandwirtschaftsminister Cem Özdemir wurde von Rednern auf der Veranstaltung kritisiert.

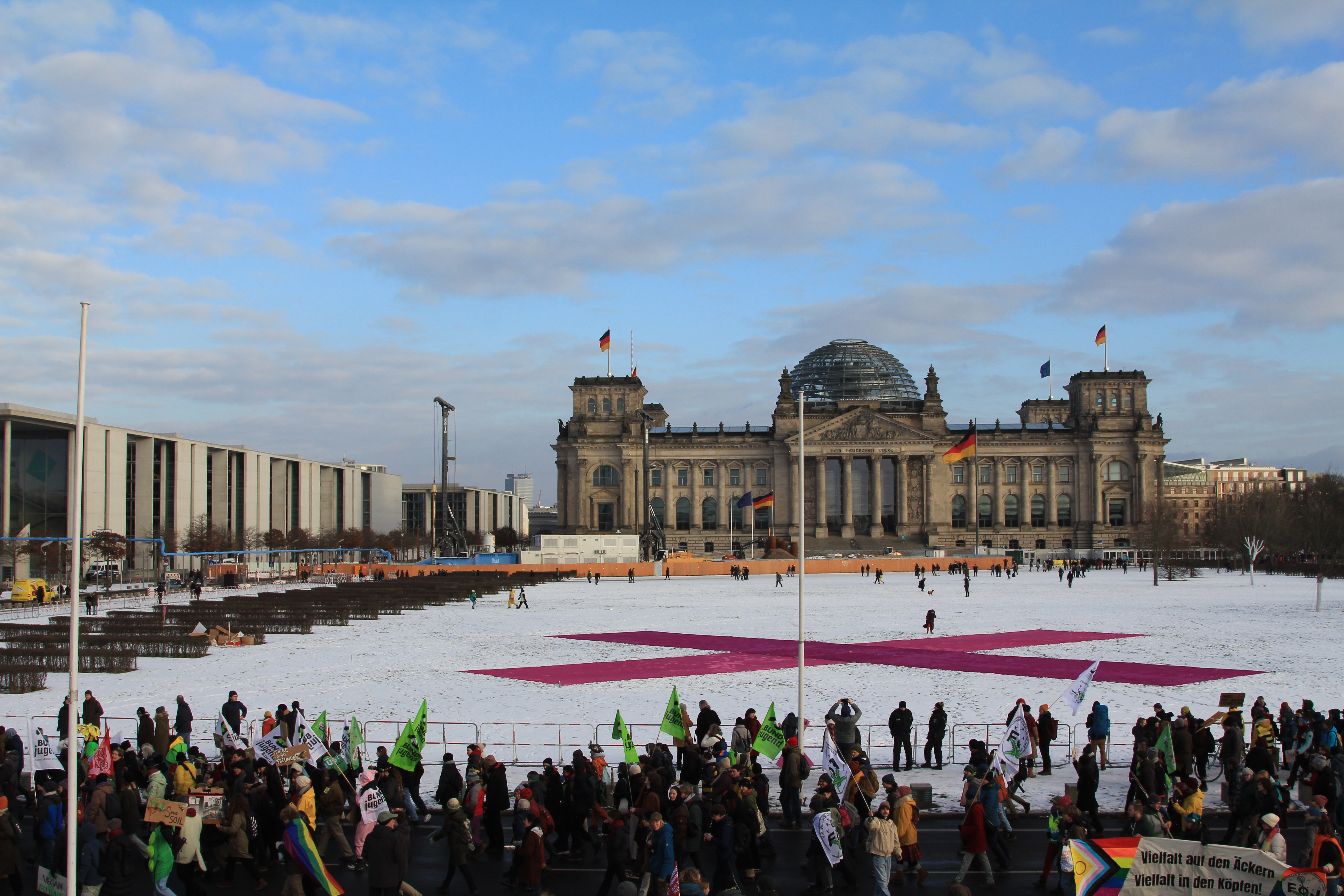
Großflächiges Rosa Kreuz als Symbol gegen Tierleid und konventionelle Massentierhaltung vor dem Bundestag auf der "Wir haben es satt"- Demonstration am 20.01.24

### 2024
Die Demonstration am 20. Januar stand unter dem Motto „Gutes Essen braucht Zukunft - für eine gentechnikfreie, bäuerliche und umweltverträgliche Landwirtschaft! “
Um ein Symbol gegen Tierleid und konventionelle Massentierhaltung zu setzen, wurde während der Demonstration ein Rosa Kreuz auf weißem Grund auf der Rasenfläche des Platzes der Republik direkt vor dem Bundestag ausgelegt.

## Träger der DemoWir haben es satt!(Auswahl)
Zu den Trägern der Demonstration gehören unter anderem:
- Aktion 3. Welt Saar
- Albert Schweitzer Stiftung für unsere Mitwelt
- Arbeitsgemeinschaft bäuerliche Landwirtschaft
- attac
- Bioland
- Brot für die Welt
- Bund für Umwelt und Naturschutz Deutschland
- BUNDjugend
- Campact
- Demeter
- Deutscher Naturschutzring
- Deutscher Tierschutzbund
- Forum Umwelt & Entwicklung
- GeN Gen-ethisches Netzwerk
- GLS Treuhand
- Zukunftsstiftung Landwirtschaft
- INKOTA-netzwerk
- Misereor
- NABU – Naturschutzbund Deutschland
- NaturFreunde Deutschlands
- Naturland – Verband für ökologischen Landbau
- Oxfam Deutschland
- Provieh – Verein gegen tierquälerische Massentierhaltung
- Slow Food Deutschland
- Umweltinstitut München
- WWOOF

## Veranstaltungen in Amsterdam
Inspiriert durch die Proteste in Berlin fanden 2012 und 2013 in Amsterdam Demonstrationen unter dem Motto „we zijn het MEGA zat“ statt. Dies lässt sich sowohl mit Wir haben es MEGA satt als auch mit Wir haben das MEGA satt übersetzen. Mit diesem Wortspiel soll die Ablehnung der Demonstranten von immer größeren Ställen und einer Intensivierung der Viehhaltung hingewiesen werden. Die Veranstaltung wurde von einigen niederländischen Vereinen und Parteien (PvDA, SP, Partij voor de Dieren) organisiert und unterstützt. Die niederländischen Veranstaltungen sind unabhängig von den Veranstaltungen in Deutschland.

## Österreich
Im März 2012 schlossen sich in Österreich Organisationen aus den Bereichen Umwelt, Landwirtschaft und Soziales als Plattform Wir haben es satt! zusammen, um gemeinsam für eine neue Agrar- und Ernährungspolitik einzutreten. Im September 2012 wurde ein „Bäuerliches Protestpicknick“ im Votivpark in Wien als Abschlussevent des „Good Food March“ organisiert.

## Kritik
Bundesagrarministerin Julia Klöckner warf den Demonstranten von Wir haben es satt Pauschalkritik und Polarisierung vor.

## Gegendemonstrationen
Unter dem Motto Wir machen euch satt! fand im Januar 2015 vor dem Berliner Hauptbahnhof eine vom Bauernverband unterstützte Gegendemonstration statt, an der sich laut Polizei etwa 550 Menschen beteiligten. Auch 2016 versammelten sich am Hauptbahnhof laut Polizei rund 500 Demonstranten der Landwirtschaft, die sich gegen Kritik von Tierschutzverbänden und Naturschutzorganisationen wehren. Rund 700 Menschen und 50 Traktoren sammelten sich 2017 am Berliner Hauptbahnhof zur Gegendemonstration. 2018 gab es bundesweit dezentrale Kundgebungen von wir machen euch satt und keine zentrale Kundgebung in Berlin. Stattdessen lautete das Motto Deutschland blüht auf und wurde durch diverse Blühstreifen gezeigt. 2019 versammelten sich am 18. Januar rund 150 Landwirte der Gegendemo „Wir machen Euch satt“ mit einer Pflanzenschutzspritze vor dem Brandenburger Tor. Am 17. Januar 2020 demonstrierte die Bauern-Initiative Land schafft Verbindung mit über 400 Treckern.